# Goddelijke Voorzienigheidskerk (Bergen op Zoom)
De Goddelijke Voorzienigheidskerk was een katholiek kerkgebouw in de Noord-Brabantse stad Bergen op Zoom, gelegen aan de Van Heelulaan 73.
Deze kerk werd ontworpen door Harry Nefkens in de stijl van het naoorlogs modernisme, voor een nieuw gebouwde woonwijk. In 1963 werd de kerk in gebruik genomen. Het was een doosvormige zaalkerk met plat dak en een losstaande open klokkentoren, gebouwd in beton. Van belang zijn de glas-in-loodramen die door Jan Dijker werden vervaardigd.
In 2014 werd de kerk onttrokken aan de eredienst en in 2016 werd hij gesloopt. Het grote glas-in-loodraam, getiteld uitdijend heelal, werd behouden.'